# Silvia Ferrara
Silvia Ferrara (Milano, 12 maggio 1976) è una filologa classica italiana, docente ordinaria di filologia micenea e civiltà egee all'Università di Bologna.
È Principal Investigator dell'European Research Council Consolidator Project INSCRIBE (Invention of Scripts and Their Beginnings). Precedentemente è stata Professoressa Associata e Ricercatrice presso l'Università degli Studi di Roma "Sapienza".

## Biografia

### Formazione
Si è laureata in Archaeology, Classics and Classical Art all'University College, Londra (1999) e ha continuato gli studi post laurea a Oxford (MPhil Literae Humaniores, Somerville College) e all'University College di Londra (PhD in Classics, 2005).

### Ricerca
Specialista nelle scritture egee indecifrate del II millennio a.C., ha pubblicato articoli e volumi sul Geroglifico cretese, la Lineare A e il Sillabario cipriota-minoico. Ha pubblicato articoli anche sull'invenzione della scrittura in generale, analizzata da un punto di vista multidisciplinare. Il suo gruppo di ricerca, con sede presso il Dipartimento di Filologia Classica e Italianistica all'Università di Bologna, analizza l'invenzione della scrittura a livello globale, attraverso una metodologia che comprende percezione visiva, linguistica, antropologia, archeologia e tecniche innovative di Digital humanities e Machine learning.

### Nomine accademiche
È membro di varie commissioni ministeriali nazionali, tra cui il Comitato nazionale dei garanti per la ricerca (CNGR) (2019- ) e del Comitato di Selezione del Programma per Giovani Ricercatori ("Rientro dei cervelli") intitolato a Rita Levi Montalcini (2019-20), è Resident Fellow dell'Istituto Studi Avanzati dell'Università di Bologna e Senior Fellow della Scuola Superiore di Studi Avanzati della Sapienza, Università di Roma. È stata Early Career Fellow alla British School ad Atene (2012-2013), Visiting Fellow all'Institute of Classical Studies, University of London (2015) e Visiting Fellow a All Souls College, Oxford (2016-2017).

## Opere

### Monografie e curatele
- La Grande Invenzione (S. Ferrara). 2019, Feltrinelli Editore. Inglese: The Greatest Invention, Farrar, Straus and Giroux, 2022. ISBN 978-0-374-60162-1
- Paths into Script Formation in the Ancient Mediterranean (S. Ferrara, M. Valério, eds.). Studi Micenei ed Egeo Anatolici New Series Supplement 1, 2017.
- Non-Scribal Communication Media in the Bronze Age Aegean and Surrounding Areas (AM Jasink, J. Weingarten, S. Ferrara, eds), Periploi 9, Florence University Press, 2017.
- Cypro-Minoan Inscriptions: Corpus, 2013, Oxford University Press.
- Cypro-Minoan Inscriptions: Analysis, 2012, Oxford University Press.